# Gladiator's Tale
Gladiator's Tale är det svenska power metal-bandet Veonitys debutalbum. Det släpptes i januari 2015 på Sliptrick Records.
Skivan producerades av bandets gitarrist Samuel Lundström tillsammans med Ronny Milianowicz (ShadowQuest, ex-Dionysus, ex-Saint Deamon). Det är det enda av bandets album med sång av Marcus Brander de Silva. På skivan gästar även Tommy Johansson och Veonitys framtide sångare Isak Stenvall (då i Lancer).

## Låtlista
1. "Into Eternity" – 4:46
2. "Phoenix Arise" – 4:23
3. "Unity" – 4:41
4. "Let Me Die" – 3:45
5. "Slaves in a Holy War" – 4:46
6. "Chain's of Blood" – 4:44
7. "For the Glory" – 3:50
8. "Gladiator's Tale" – 4:39
9. "Warrior of Steel" – 5:20
10. "Born Out of Despair" – 4:33
11. "King of the Sky" – 5:18
12. "Farewell" – 4:59

## Medverkande
Musiker
- Kristoffer Lidre – basgitarr
- Joel Kollberg – trummor
- Samuel Lundström – gitarr
- Anders Sköld – gitarr

Bidragande musiker
- Marcus Brander de Silva – sång
- Isak Stenvall – sång
- Tommy Johansson – sång

Produktion
- Samuel Lundström – producent, studiotekniker
- Ronny Milianowicz – producent, mixning
- Jens Bogren – mastering
- Dimitar Nikolov – omslagskonst
- Anders Mellgren – foto